# Susan Helms
Susan Jane Helms es una astronauta (retirada) de la NASA.

## Datos personales
Susan Helms nació el 26 de febrero de 1958 en Charlotte, Carolina del Norte, EE. UU., si bien se considera de Portland, Oregón. Le gusta tocar el piano y realizar otras actividades musicales, viajar, leer, las computadoras y cocinar. Sus padres, Pat (teniente coronel retirado de la USAF) y Dori Helms viven en Albuquerque, Nuevo México.

## Trayectoria académica
- Graduada por el Parkrose Senior High School, de Portland, Oregón, en 1976.
- Titulada en ingeniería aeronáutica por la U.S. Air Force Academy en 1980.
- Máster de ciencia en aeronáutica/astronáutica por la Universidad Stanford en 1985.

## Honores especiales
- Distinguished Superior Service Medal
- Defense Meritorious Service Medal
- Air Force Meritorious Service Medal
- Air Force Commendation Medal
- NASA Distinguished Service Medal
- NASA Space Flight Medals
- NASA Outstanding Leadership Medal
- Aerospace Engineering Test Establishment Commanding Officer's Commendation, una mención especial del ejército canadiense.

## Experiencia profesional
Helms se graduó por la U.S. Air Force Academy en 1980. Recibió su habilitación como piloto y fue destinada a la Base Aérea Eglin , en Florida, como ingeniero de armas de F-16. En 1982, pasa a desempeñar la misma labor de ingeniero pero esta vez para F-15. En 1985 se graduó por la Stanford University y fue profesora de aeronáutica en la Academia de la USAF. 
En 1987, entra en la Escuela de Pilotos de Pruebas de la Base Aérea de Edwards, California. Tras completar un año como ingeniero de vuelo, Helms fue destinada a la USAF Exchange Officer. Trabajó como ingeniero de pruebas y como ingeniero de vuelo y en un proyecto sobre el CF-18. Trabajaba en el desarrollo de un sistema de simulación para el ejército canadiense cuando ella fue seleccionada para el programa de astronautas.
Como ingeniero de vuelo de pruebas, Helms voló en 30 tipos de aeronaves diferentes de las fuerzas aéreas estadounidenses y canadienses.

## Experiencia en la NASA

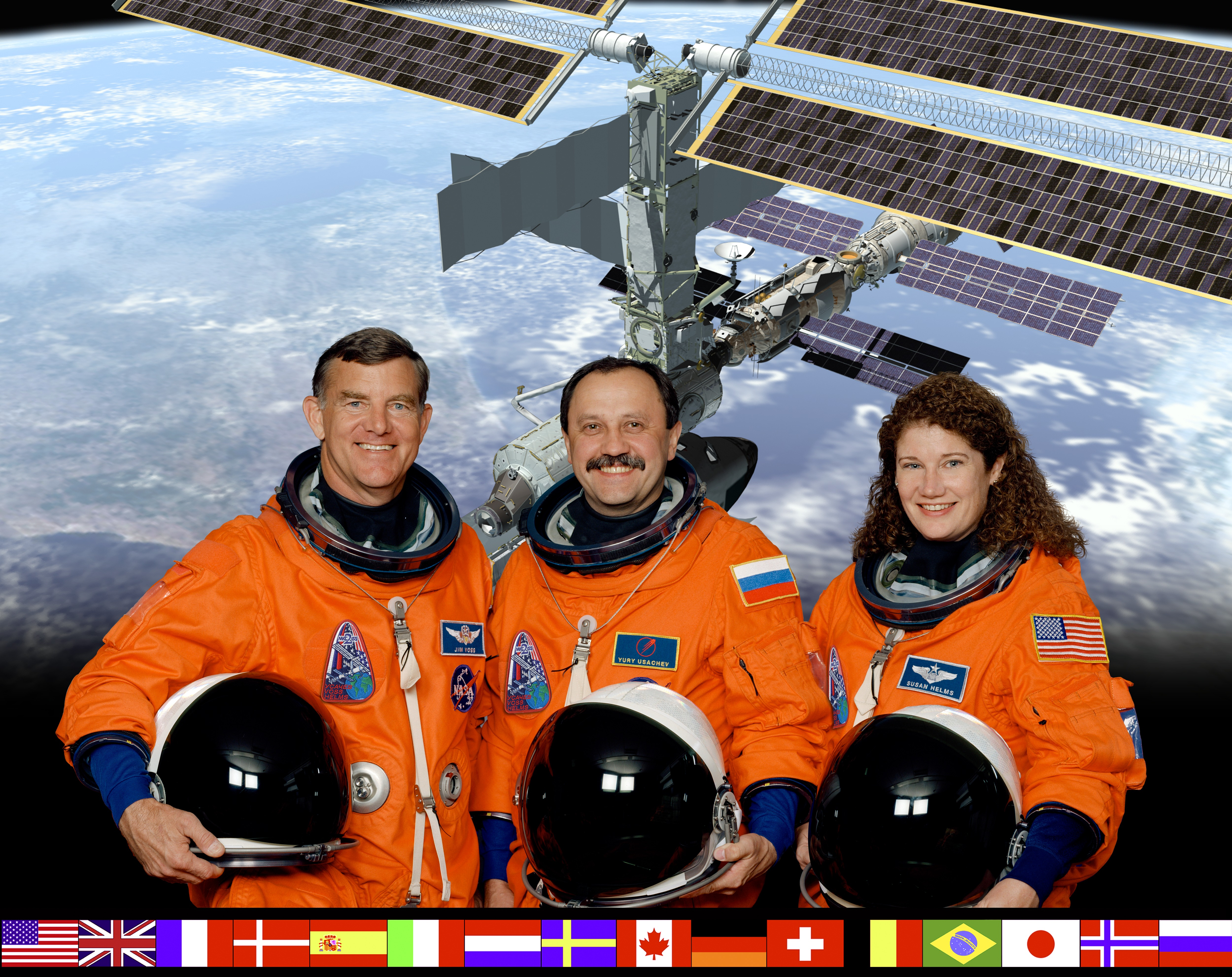
Tripulación de la Expedición 2 a la ISS. De izquierda a derecha: James S. Voss, Yury V. Usachev y Susan J. Helms. (Febrero de 2001)

Fue elegida por la NASA en enero de 1990, convirtiéndose en astronauta año y medio después, en julio de 1991. Voló en las STS-54, STS-64, STS-78, STS-101 y sirvió a bordo de la Estación Espacial Internacional como miembro de la Expedición 2. Veterana de 5 vuelos espaciales, Helms contabilizó 5.064 horas en órbita, incluyendo un paseo espacial de 8 horas y 56 minutos que a mediados de julio de 2002 supuso récord mundial.
Después de 12 años en la NASA en los que pasó 211 días en el espacio, Helms regresó a la USAF en julio de 2002 ocupando un lugar en el cuartel general de la USAF Space Command.

## Vuelos espaciales
- STS-54 (1993) - El objetivo principal de esta misión fue desplegar un satélite, el NASA Tracking and Data Relay Satellite (TDRS-F) de unos 200 millones de $.
- STS-64 (1994) -
- STS-78 (1996) -
- STS-101 (2000) -
- Expedición 2 (2001) -